# وازونگن
شهر وازونگن (به آلمانی: Wasungen) در ایالت تورینگن در کشور آلمان واقع شده‌است.